# Pawhuska
Pawhuska è il capoluogo della Contea di Osage, Oklahoma, Stati Uniti, . Secondo il Censimento del 2010 la città contava 3.589 abitanti. Rispetto al censimento del 2000, che contava 3.629 abitanti, si assiste ad una diminuzione del 1,2% della popolazione residente.
La città prende il nome dal capo indiano Pawhuska.

## Geografia fisica
Secondo l'Ufficio del Censimento degli Stati Uniti, la città si estende su un'area totale di 9.8 km².

## Storia
La città di Pawhuska si sviluppò a partire dall'Agenzia Osage fondata nel 1872 dall'agente Isaac T. Gibson, sul Bird Creek (affluente del Verdigris).

## Amministrazione

### Gemellaggi
- Montauban